# Parlamentní volby v Řecku 2019
Parlamentní volby v Řecku v 2019 se konaly 7. července a jednalo se o předčasné volby, které následovaly po předčasných volbách ze září 2015. Volby vyvolal tehdejší premiér Alexis Tsipras po květnovém neúspěchu své strany ve volbách do Evropského parlamentu a souběžných místních volbách. Vládou otřásl také výsledek sporu o název Makedonie. Poté, co řecký parlament v lednu 2019 těsně schválil Prespanskou dohodu, vystoupila strana Nezávislí Řekové (ANEL) z Tsiprasovy vlády. Nicméně vláda si udržela důvěru jako menšinová, a to díky několika přeběhlíkům od ANEL.
Vítězem voleb se stala Nová demokracie se 39,85 % hlasů (108+50 mandátů), následovaly: Koalice radikální levice (Syriza) se 31,53 % (86 mandátů), volební aliance Hnutí změny, kterou tvoří Panhelénské socialistické hnutí a Hnutí demokratických socialistů s 8,1 % (22 mandátů), Komunistická strana Řecka s 5,3 % (15 mandátů), Řecké řešení s 3,7 % (10 mandátů) a MeRA25 s 3,44 % (9 mandátů).
Volební účast byla 57,92 %. Poprvé v národních volbách mohli volit také občané ve věku 17 let.

## Výsledky
|                        | ND                  | Syriza         | KINAL          | KKE                 | Elliniki Lisi       | MeRA25           |
| ---------------------- | ------------------- | -------------- | -------------- | ------------------- | ------------------- | ---------------- |
| Volební lídr           | Kyriakos Mitsotakis | Alexis Tsipras | Fofi Gennimata | Dimitris Koutsoumas | Kyriakos Velopoulos | Yanis Veroufakis |
| Počet hlasů            | 2 251 426           | 1 781 180      | 457 527        | 299 295             | 208 806             | 194 233          |
| Podíl                  | 39,85 % ▲           | 31,53 % ▼      | 8,1 % ▬        | 5,3 % ▼             | 3,7 % ▬             | 3,44 % ▬         |
| Počet mandátů          | 158                 | 86             | 22             | 15                  | 10                  | 9                |
| Předchozí volby (2015) | 28,3 % (75)         | 35,5 % (145)   | nová strana    | 5,6 % (15)          | nová strana         | nová strana      |

### Graf

Rozdělení mandátů v parlamentu po volbách z července 2019. Zleva dole: KKE, MeRA25, SYRIZA, KINAL, ND, EL

| \| Výsledky voleb \| Výsledky voleb \| Výsledky voleb \| Výsledky voleb \| Výsledky voleb \| \| --------------------------------------------------------------------------------------------------------------------- \| -------------------- \| -------------- \| -------------- \| -------------- \| \| strana \| \| \| \| procento hlasů \| \| ND \| ND \| \| 39,85 % \| 39,85 % \| \| SYRIZA \| SYRIZA \| \| 31,53 % \| 31,53 % \| \| KINAL (PASOK-KIDISO) \| KINAL (PASOK-KIDISO) \| \| 8,1 % \| 8,1 % \| \| KKE \| KKE \| \| 5,3 % \| 5,3 % \| \| Řecké řešení \| Řecké řešení \| \| 3,7 % \| 3,7 % \| \| MeRA25 \| MeRA25 \| \| 3,44 % \| 3,44 % \| \| XA \| XA \| \| 2,93 % \| 2,93 % \| \| Kurz svobody \| Kurz svobody \| \| 1,46 % \| 1,46 % \| \| EK \| EK \| \| 1,24 % \| 1,24 % \| \| Volební účast: 57,92 % voličů Žádná jiná strana nepřekročila ani procento hlasů. Zdroj: Řecké ministerstvo vnitra[1]. \| \| \| \| \| |                      |  |         |                |
| Výsledky voleb |                      |  |         |                |
| strana |                      |  |         | procento hlasů |
| ND | ND                   |  | 39,85 % | 39,85 %        |
| SYRIZA | SYRIZA               |  | 31,53 % | 31,53 %        |
| KINAL (PASOK-KIDISO) | KINAL (PASOK-KIDISO) |  | 8,1 %   | 8,1 %          |
| KKE | KKE                  |  | 5,3 %   | 5,3 %          |
| Řecké řešení | Řecké řešení         |  | 3,7 %   | 3,7 %          |
| MeRA25 | MeRA25               |  | 3,44 %  | 3,44 %         |
| XA | XA                   |  | 2,93 %  | 2,93 %         |
| Kurz svobody | Kurz svobody         |  | 1,46 %  | 1,46 %         |
| EK | EK                   |  | 1,24 %  | 1,24 %         |
| Volební účast: 57,92 % voličů Žádná jiná strana nepřekročila ani procento hlasů. Zdroj: Řecké ministerstvo vnitra. |                      |  |         |                |

## Průzkumy
Vládnoucí strana Koalice radikální levice začala v průzkumech ztrácet již v lednu 2016, kdy ji předběhla Nová demokracie, jejíž volební potenciál od té doby rostl. V řadě průzkumů se na třetím místě objevovala krajněpravicová strana Zlatý úsvit, která však v posledních měsících před volbami razantně ztratila podporu a nakonec zůstala pod 3% volební klauzulí.

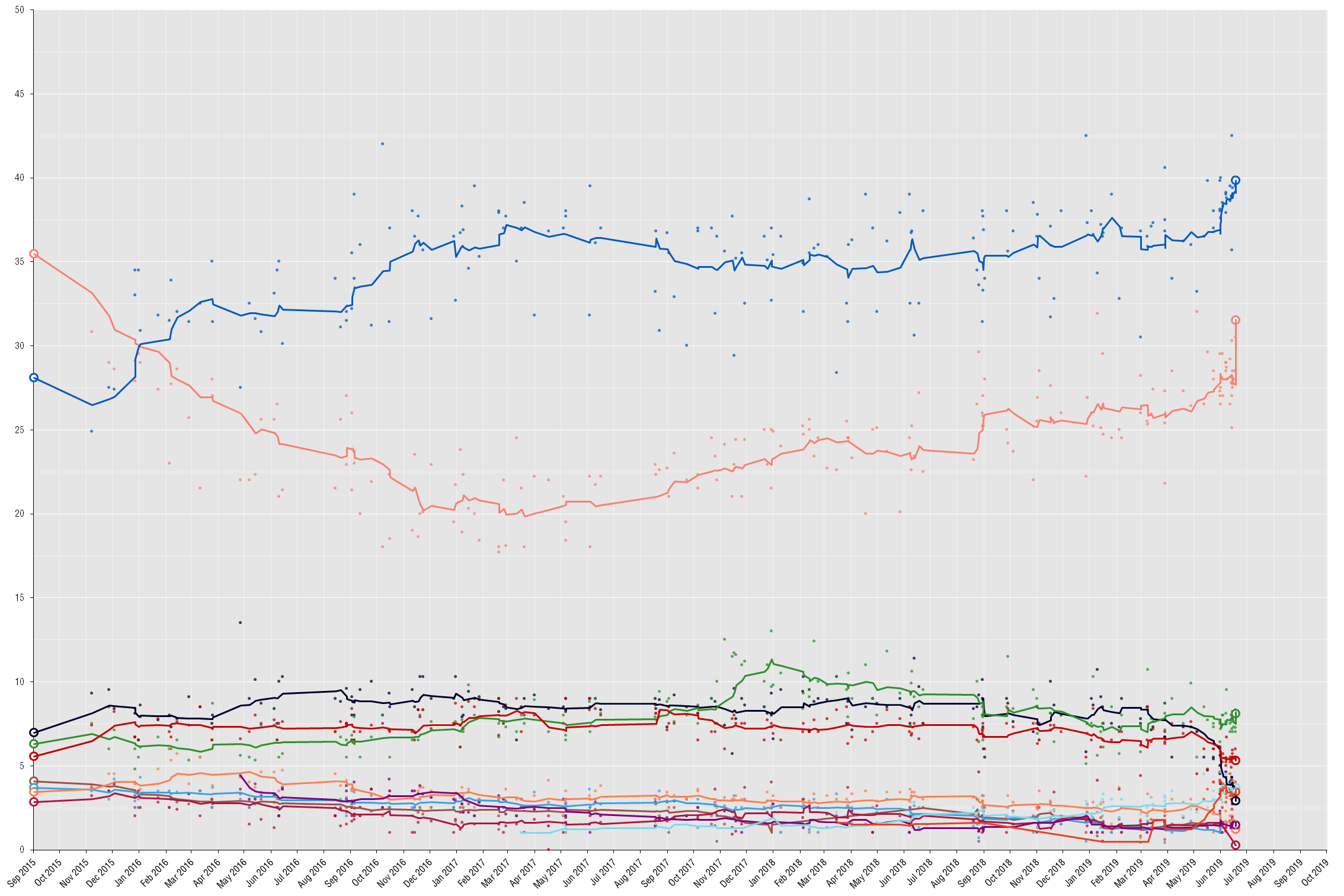
Graf vývoje podpory kandidujícím stranám z průzkumů veřejného mínění konaných mezi zářím 2015 a červencem 2019